# 9 februari
9 februari är den 40:e dagen på året i den gregorianska kalendern. Det återstår 325 dagar av året (326 under skottår).

## Namnsdagar

### I den svenska almanackan
- Nuvarande – Fanny och Franciska
- Föregående i bokstavsordning
  - Apollonia – Namnet fanns, till minne av ett helgon och martyr i Alexandria på 200-talet, på dagens datum fram till 1901, då det utgick.
  - Betty – Namnet infördes 1986 på 2 december. 1993 flyttades det till dagens datum, men utgick 2001.
  - Fanny – Namnet infördes på dagens datum 1901 och har funnits där sedan dess.
  - Franciska – Namnet infördes 1986 på 4 oktober. 1993 utgick det, men återinfördes 2001 på dagens datum.
  - Sanny – Namnet infördes på dagens datum 1986, men utgick 1993.
  - Sonny – Namnet infördes på dagens datum 1986, men utgick 1993.
- Föregående i kronologisk ordning
  - Före 1901 – Apollonia
  - 1901–1985 – Fanny
  - 1986–1992 – Fanny, Sanny och Sonny
  - 1993–2000 – Fanny och Betty
  - Från 2001 – Fanny och Franciska
- Källor
  - Brylla, Eva (red.): Namnlängdsboken, Norstedts ordbok, Stockholm, 2000. ISBN 91-7227-204-X
  - af Klintberg, Bengt: Namnen i almanackan, Norstedts ordbok, Stockholm, 2001. ISBN 91-7227-292-9

### Finlandssvenska almanackan
- Nuvarande från 1950[1] – Bodil
- I föregående revideringar[a][2]
  - 1929–1949 – Naima

## Händelser
- 1621 – Sedan Paulus V har avlidit den 28 januari väljs Alessandro Ludovisi till påve och tar namnet Gregorius XV.
- 1670 – Vid Fredrik III:s död efterträds han som kung av Danmark och Norge av sin son Kristian V.
- 1719 – Karl XII:s ”finansminister” Georg Heinrich von Görtz, som efter kungens död året innan har utsetts till syndabock för det svenska nederlaget i det pågående stora nordiska kriget och därför har blivit arresterad och avsatt från sina poster, blir dömd till döden av en jury, som enbart består av hans politiska motståndare. Han avrättas den 19 februari genom halshuggning på galgbacken vid Skanstull i Stockholm.
- 1796 – Den kinesiske Qianlong-kejsaren abdikerar till förmån för sin son Yongyan, som bestiger tronen som Jiaqing-kejsaren.
- 1863 – Röda Korset grundas.
- 1893 – Den italienske kompositören Giuseppe Verdis opera Falstaff har urpremiär på den berömda La Scala-teatern i Milano. Verket har libretto av Arrigo Boito och är bland annat inspirerat av William Shakespeares pjäser Muntra fruarna i Windsor, Henrik IV och En midsommarnattsdröm.
- 1900 – Den internationella herrtennisturneringen International Lawn Tennis Challenge (som har grundats året före och 1946 byter namn till Davis Cup) spelas för första gången i Boston. Det amerikanska laget (bland annat bestående av turneringens grundare Dwight F. Davis) besegrar ett brittiskt med 3–0. Året därpå ställs tävlingen in, eftersom britterna inte deltar, men 1902 hålls den igen. Det är dock först 1904, som fler lag än det amerikanska och brittiska deltar.
- 1934 – Grekland, Jugoslavien, Rumänien och Turkiet undertecknar den så kallade Balkanpakten i den grekiska huvudstaden Aten.[3] Pakten förbinder de deltagande länderna att hjälpa till att försvara varandras gränser och bidrar till att bibehålla freden mellan Turkiet och Balkanländerna efter Osmanska rikets upplösning efter första världskriget. Dock lyckas den inte förhindra de intriger, som leder till intervenering av Storbritannien, Tyskland och Sovjetunionen under andra världskriget, varför den upplöses 1938.
- 1943 – Striderna mellan amerikaner och japaner om stillahavsön Guadalcanal, som har varat sedan 7 augusti året före, avslutas när den amerikanske befälhavaren Patch inser att de sista kvarvarande japanerna har lämnat ön. Därmed förklaras Guadalcanal säkrad för de allierade styrkorna.
- 1946 – Det svenska radioprogrammet Frukostklubben sänds för första gången och har Sigge Fürst som programledare. Det läggs ner 1949, men återupptas 1955 och sänds sedan fram till 1978, varunder man gör totalt 680 avsnitt.
- 1969 – Jumbojetplanet Boeing 747 provflygs för första gången av testpiloterna Jack Waddell och Brien Wygle efter flera månaders förberedelser. Flygningen går väl och planet visar sig motståndskraftigt mot så kallad ”Dutch roll”, som har varit ett problem för tidigare jetplansmodeller. Den 15 januari året därpå görs planets första kommersiella flygning och än idag (2025) är flygplanstypen vanlig inom kommersiell, framförallt interkontinental, passagerarflygning.
- 1996 – Grundämnet copernicium framställs för första gången.
- 2018 – Olympiska vinterspelen 2018 invigs i Pyeongchang av president Moon Jae-in. Spelen avslutas 25 februari.

## Födda
- 1060 – Honorius II, född Lamberto Scannabecchi, påve från 1124 (född omkring detta datum)
- 1584 – Francesco Maria Richini, italiensk arkitekt och skulptör
- 1584 – Gabriel Johannis Sevallius, svensk politiker
- 1656 – Rosa Venerini, italiensk nunna och helgon
- 1666 – George Hamilton, brittisk fältmarskalk
- 1700 – Daniel Bernoulli, nederländsk-schweizsisk matematiker
- 1763 – Buckner Thruston, amerikansk jurist och politiker, senator för Kentucky 1805–1809
- 1770 – Samuel Bell, amerikansk politiker och jurist, guvernör i New Hampshire 1819–1823 och senator för samma delstat 1823–1825
- 1772 – Frans Michael Franzén, svensk skald och kyrkoman, ledamot av Svenska Akademien 1808–1847, biskop i Härnösands stift 1832–1847
- 1773 – William Henry Harrison, amerikansk whigpolitiker och general, senator för Ohio 1825–1828, USA:s president från 4 mars 1841 till sin död en månad senare
- 1800 – Hyrum Smith, amerikansk religiös ledare
- 1803 – Anders Johan Sandstedt, svensk hemmansägare och riksdagsman
- 1815 – Federico de Madrazo, spansk målare
- 1827 – William Dwight Whitney, amerikansk språkvetenskapsman, universitetslärare och indolog
- 1837 – Charles F. Manderson, amerikansk republikansk politiker, senator för Nebraska 1883–1895
- 1869
  - Clarence Morley, amerikansk jurist och politiker, guvernör i Colorado 1925–1927
  - Anders de Wahl, svensk skådespelare
- 1885 – Alban Berg, österrikisk tonsättare
- 1886 – Edward L. Leahy, amerikansk demokratisk politiker och jurist, senator för Rhode Island 1949–1950
- 1891 – Ronald Colman, brittisk skådespelare
- 1892 – Peggy Wood, amerikansk skådespelare
- 1905 – Adolf Ehrnrooth, finländsk general och kommendör
- 1909
  - Carmen Miranda, brasiliansk sångare
  - Dean Rusk, amerikansk politiker, USA:s utrikesminister 1961–1969
- 1910
  - Gun Adler, svensk skådespelare
  - Jacques Monod, fransk biokemist, mottagare av Nobelpriset i fysiologi eller medicin 1965
- 1915 – Brita Schlyter, svensk pionjär inom förskolan
- 1916 – Helmer Linderholm, svensk författare
- 1918
  - Felix Alvo, svensk filmproducent, produktionsledare, statistskådespelare och svajmastartist
  - Sven Holmberg, svensk skådespelare och sångare
- 1922
  - Kathryn Grayson, amerikansk skådespelare och sångare
  - Solveig Lagström, svensk skådespelare och sångare
- 1924 – Bengt Carenborg, svensk skådespelare
- 1929 – Bill Barrett, amerikansk republikansk politiker
- 1931
  - Josef Masopust, tjeckoslovakisk fotbollsspelare
  - Robert Morris, amerikansk konstnär inom minimalismen
- 1936 – Clive Swift, brittisk skådespelare
- 1940 – J.M. Coetzee, sydafrikansk författare, översättare och litteraturkritiker, mottagare av Nobelpriset i litteratur 2003
- 1942 – Carole King, amerikansk sångare och sångförfattare
- 1943
  - Joe Pesci, amerikansk skådespelare
  - Jonny Nilsson, svensk skridskoåkare, bragdmedaljör, VM-guld 1963, OS-guld 1964
- 1945
  - Mia Farrow, amerikansk skådespelare
  - Yoshinori Ohsumi, japansk cellbiolog, mottagare av Nobelpriset i fysiologi eller medicin 2016
- 1951 – Jay Inslee, amerikansk demokratisk politiker, kongressledamot 1993–1995 och 1999–2013
- 1953 – Ciarán Hinds, brittisk skådespelare
- 1956 – Agneta Lagercrantz, svensk författare
- 1957
  - Carina Lidbom, svensk skådespelare och komiker
  - Gordon Strachan, brittisk fotbollsspelare och -tränare
- 1959 – David Beauchard, fransk serietecknare och författare med pseudonymen David B.
- 1960
  - David Bateson, sydafrikansk-kanadensisk skådespelare.
  - Holly Johnson, brittisk sångare, låtskrivare, musiker, konstnär och författare, medlem i gruppen Frankie Goes to Hollywood
- 1964 – Renee Ellmers, amerikansk republikansk politiker, kongressledamot 2011–2017
- 1971 – Johan Mjällby, svensk fotbollsspelare och sportkommentator
- 1972 – Linda Lindorff, svensk tv-programledare
- 1979 – Mena Suvari, estnisk-amerikansk skådespelare
- 1981 – James Owen Sullivan, amerikansk musiker, trumslagare i gruppen Avenged Sevenfold med artistnamnet The Rev
- 1996 – Jimmy Bennett, amerikansk skådespelare

## Avlidna
- 1199 – Minamoto no Yoritomo, 51, grundare av Kamakura
- 1432 – Johan Håkansson, svensk kyrkoman, ärkebiskop i Uppsala stift sedan 1421
- 1450 – Agnès Sorel, omkring 28, mätress till den franske kungen Karl VII
- 1619 – Lucilio Vanini, 30, italiensk filosof och teolog
- 1670 – Fredrik III, 60, kung av Danmark och Norge sedan 1648
- 1676 – Nicolaus Johannis Rudbeckius, 54, svensk teologie doktor och biskop i Västerås
- 1751 – Nicola Salvi, 53, italiensk skulptör och arkitekt
- 1832 – Christian Heinrich Kurt von Haugwitz, 79, preussisk statsman, Preussens premiärminister 1792–1804 och 1806
- 1839 – Sven Caspersson Wijkman, 85, svensk teologiprofessor kalsenianus, politiker och biskop i Västerås stift
- 1881 – Fjodor Dostojevskij, 59, rysk författare
- 1891 – Johan Barthold Jongkind, 71, nederländsk konstnär
- 1892 – Alfred Moore Scales, 64, amerikansk demokratisk politiker och militär, guvernör i North Carolina 1885–1889
- 1941 – Reed Smoot, 79, amerikansk republikansk politiker och religiös ledare, senator för Utah 1903–1933
- 1942 – Lauri Kristian Relander, 58, finländsk politiker, Finlands president 1925–1931
- 1957 – Miklós Horthy, 88, ungersk amiral, Ungerns riksföreståndare 1920–1944
- 1961 – Millard Tydings, 70, amerikansk demokratisk politiker, senator för Maryland 1927–1951
- 1963 – Abd al-Karim Qasim, omkring 48, irakisk general och politiker, Iraks premiärminister sedan 1958 (avrättad)
- 1974 – H.S. Nyberg, 74, svensk orientalist, religionshistoriker och språkvetare, ledamot av Svenska Akademien sedan 1947
- 1978
  - Herbert Kappler, 70, tysk SS-Obersturmbannführer
  - Hans Stuck, 77, österrikisk racerförare
- 1979 – Dennis Gabor, 78, ungersk-brittisk fysiker, skapare av hologrammet, mottagare av Nobelpriset i fysik 1971
- 1981 – Bill Haley, 55, amerikansk rockartist och sångare
- 1984 – Jurij Andropov, 69, sovjetisk politiker, generalsekreterare i Sovjetunionens kommunistiska parti och Sovjetunionens ledare 1982–1984
- 1994 – Howard M. Temin, 59, amerikansk genetiker, mottagare av Nobelpriset i fysiologi eller medicin 1975
- 1995 – J. William Fulbright, 89, amerikansk demokratisk politiker, senator för Arkansas 1945–1974
- 1997
  - Brian Connolly, 51, brittisk musiker, sångare i rockgruppen Sweet
  - Matthew Eappen, 8 månader, amerikansk pojke vars död leder till ett uppmärksammat rättsfall
- 1998 – Helga Hallén, 86, svensk skådespelare
- 2002 – Margaret, 71, brittisk prinsessa, syster till drottning Elizabeth II av Storbritannien
- 2005 – Märit Andersson, 64, svensk regissör, tv-producent och journalist
- 2007 – Ian Richardson, 72, brittisk skådespelare
- 2010 – Sture Hovstadius, 81, svensk skådespelare
- 2013
  - Gunnel Granlid, 80, svensk journalist
  - Richard Artschwager, 89, amerikansk målare och skulptör
- 2014 – Gabriel Axel, 95, dansk filmregissör och skådespelare
- 2015
  - Nadia Röthlisberger-Raspe, 42, schweizisk curlingspelare
  - Knut Ståhlberg, 96, svensk journalist och författare
- 2017 – Nicolai Gedda, 91, svensk operasångare
- 2018 – Liam Miller, 36, irländsk fotbollsspelare
- 2020
  - Mirella Freni, 85, italiensk operasångerska
  - Margareta Hallin, 88, svensk operasångerska och kompositör
- 2021 – Chick Corea, 79, amerikansk jazzmusiker